# Лего, Клод
Клод Лего (фр. Claude Legault; род. 26 мая 1963 года, Монреаль, Квебек, Канада) — канадский киноактёр, актёр театра, а также сценарист кино.

## Биография
Клод Лего вырос в районе Монреаль-Норд в Монреале. Семья Клода жила небогато. Его отец работал на стройке, а также подрабатывал водителем такси. Мать Клода была домохозяйкой. С детства Клод любил играть в хоккей, увлекался географией. Знал все мировые государственные флаги. Будучи подростком Клод работал на перчаточном заводе.
В 1980 году Клод Лего и его подруга Мари-Энн получили диплом средней школы. Вместе они отправляются на дебют в театр. В декабре того же года Клод становится студентом колледжа Монморанси. Зимой 1982 года основал «Лигу импровизации Монморанси». С 1989 года Клод Лего начинает кинокарьеру. Имеет ряд наград и номинаций за импровизацию в театре и кино.

## Награды
- 2005: кинопремия «Джини» за лучшую мужскую роль в сериале «Minuit, le soir»
- 2011: кинопремия «Артис» за лучшую мужскую роль в сериале «19-2»
- международная премия «Эмми» в номинации «Лучший актёр»
- кинопремии «Jutra», «MetroStar» и другие награды